# Team Differdange-GeBa
Team Differdange-Losch is een wielerploeg die een Luxemburgse licentie heeft. De ploeg bestaat sinds 2005. Differdange-Losch komt uit in de continentale circuits van de UCI. Gabriel Gatti is de manager van de ploeg.

## Seizoen 2014

### Transfers
| Inkomend             | Team 2013         | Uitgaand           | Team 2014             |
| -------------------- | ----------------- | ------------------ | --------------------- |
| Kevin Suárez         | Doltcini-Flanders | Salvador Guardiola | PinoRoad              |
| Joaquín Sobrino      | SP Tableware      | Myron Simpson      | Team Budget Forklifts |
| Luboš Pelánek        | Team Vorarlberg   | Sascha Weber       | Doltcini-Flanders     |
| Damien Garcia        | Neo               |                    |                       |
| Corrado Lampa        | Neo               |                    |                       |
| Sebastiano Frassetto | Neo               |                    |                       |

#### Overwinningen in het veldrijden 2014
| Datum      | Wedstrijd                | Winnaar          |
| ---------- | ------------------------ | ---------------- |
| 12 januari | Luxemburgs kampioenschap | Christian Helmig |

## Seizoen 2013

### Overwinningen in de UCI Asia Tour
| Datum  | Wedstrijd                     | Cat. | Winnaar      |
| ------ | ----------------------------- | ---- | ------------ |
| 4 juni | 3e etappe Ronde van Singkarak | 2.2  | Johan Coenen |

### Overwinningen in de UCI Europe Tour
| Datum       | Wedstrijd                        | Cat. | Winnaar        |
| ----------- | -------------------------------- | ---- | -------------- |
| 3 augustus  | 1e etappe Ronde van Guadeloupe   | 2.2  | Jānis Dakteris |
| 4 augustus  | 2a-e etappe Ronde van Guadeloupe | 2.2  | Johan Coenen   |
| 6 augustus  | 4e etappe Ronde van Guadeloupe   | 2.2  | Diego Milán    |
| 7 augustus  | 5e etappe Ronde van Guadeloupe   | 2.2  | César Bihel    |
| 11 augustus | 9e etappe Ronde van Guadeloupe   | 2.2  | Diego Milán    |

### Renners
| Naam                        | Geboortedatum     | Nationaliteit          | Ploeg 2012                     |
| --------------------------- | ----------------- | ---------------------- | ------------------------------ |
| César Bihel                 | 11 april 1988     | Frankrijk              |                                |
| Johan Coenen                | 4 februari 1979   | België                 |                                |
| Jānis Dakteris              | 20 mei 1991       | Letland                | T.Palm-Pôle Continental Wallon |
| Sjef De Wilde               | 3 mei 1981        | België                 | Accent.Jobs-Willems Veranda's  |
| Frank Dressler (tot 5 juli) | 30 september 1976 | Duitsland              |                                |
| Sven Fritsch                | 29 mei 1994       | Luxemburg              | Neo                            |
| Salvador Guardiola          | 5 september 1988  | Spanje                 | Gios-Deyser Leon Kastro        |
| Christian Helmig            | 17 mei 1981       | Luxemburg              | Neo                            |
| Simon Holt                  | 5 april 1988      | Verenigd Koninkrijk    | Team Raleigh-GAC               |
| Gediminas Kaupas            | 7 september 1988  | Litouwen               |                                |
| Vytautas Kaupas             | 1 april 1982      | Litouwen               |                                |
| Kevin Kohlvelter            | 5 oktober 1990    | Luxemburg              |                                |
| Max Losch                   | 23 april 1993     | Luxemburg              |                                |
| Diego Milán (vanaf 5 juli)  | 10 juli 1985      | Dominicaanse Republiek | Geen                           |
| Paavo Paajanen              | 25 april 1988     | Finland                | Neo                            |
| Myron Simpson               | 30 juli 1990      | Nieuw-Zeeland          | Neo                            |
| Sascha Weber                | 23 februari 1988  | Duitsland              |                                |